# Фоя Людмила Адамівна
Людми́ла Ада́мівна Фо́я (псевдо: Оксана, Марко Перелесник; нар. 3 вересня 1923, Топори, Ружинський район, Житомирська область — пом. 19 липня 1950, Невірків, Рівненська область) — українська підпільниця, активістка УПА, учасниця контрозвідувальної операції проти карателів НКВС, співробітниця підпільної преси УПА під псевдонімом Марко Перелесник, письменниця.

## Ранні роки
Людмила народилася 3 вересня 1923 року в селі Топори (Ружинський район) Житомирська область. Раніше називалася інша дата та місце народження — 1922 рік, селище Ставище, Київська область.
Батьками її були Адам Якович Фоя (1890 року народження) та Марія Михайлівна Фоя (до шлюбу Валюжанич) (1895 року народження). Окрім Людмили, у родині було ще двоє дітей — дочка Галина (1919 року народження) та син Микола (1926 року народження).
Невдовзі після народження Людмили родина переїхала у місто Сквиру, де мешкала до 1932 року. 1932 року батько перевівся до Києва і родина переїздить у селище (тепер місто) Буча. У Бучі Людмила закінчила школу. До приходу німців родина мешкала у Бучі (а не у Києві, як можна прочитати у деяких публікаціях). А от у листопаді 1941 року родина переїхала до Києва, де батько Людмили працював службовцем обласної споживчої спілки.
На початку 1942 Людмила Фоя стала студенткою Київського медичного університету, у якому навчалася до травня того ж таки 1942 року і в цьому ж році стала членом ОУН.

## Діяльність в підпіллі ОУН
Керівником підпілля ОУН в Центральній Україні був Дмитро Мирон «Орлик». Людмила зустрілася з ним у червні 1942 як зв'язкова ОУН. А вже 21 липня 1942 Дмитро Мирон загинув від куль гестапівців при спробі втечі біля Оперного театру в Києві. Наступного року в німецькій тюрмі загинула Олена Коляда, безпосередня керівниця Людмили.
Фоя залишила навчання в медінституті і зуміла уникнути арешту. Водночас із функцією зв'язкової брала участь у роботі пропагандистської референтури, а навесні 1943 організувала в Києві збір медикаментів для вояків Української повстанської армії, загони якої почали створюватись на Волині і Поліссі. Влітку 1943 приїжджала на Волинь — в рамках технологічної практики у сільськогосподарському інституті. Очевидно, саме тоді вперше зустрічалася з повстанцями, зокрема з керівником Служби безпеки ОУН на Волині Миколою Козаком, який в майбутньому відіграв вирішальну роль у її житті.
Після того як Київ 6 листопада 1943 зайняла Червона армія, Людмила Фоя продовжила підпільну діяльність, яка з антинімецької змінилась на антиросійську.

## Арешт і робота агентом НКВД
24 січня 1944 Фоя заарештована органами НКВД. Допити тривали кілька місяців. Зрештою вирішили, що молода дівчина може стати корисною в боротьбі з підпіллям ОУН. У квітні 1944 Людмила Фоя вийшла на волю уже як агентка «Апрєльская». Більш як двомісячне перебування в ув'язненні вона мала приховувати навіть від рідних — для цього її озброїли легендою про перебування у лікарні. І от із квітня 1944 року до травня 1945 тривала вимушена співпраця з НКВД.
Головним завданням «Апрєльської» було налагодження зв'язку між легендованим (створеним НКВС) підпіллям у Києві та справжньою мережею ОУН на Волині. Головним розробником операції став Сергій Карін-Даниленко, енкаведист із великим досвідом створення псевдоповстанських груп в Україні ще з 1921.
На початках операція йшла дуже успішно. Окремі ланки псевдопідпілля отримували підтримку населення, нові члени, не підозрюючи провокації, почали створювати озброєні боївки на Київщині, Сумщині та Дніпропетровщині.
В листопаді 1944 Людмила Фоя разом із іншою агенткою НКВС Ніною Калуженко здійснили першу поїздку на Волинь як представниці київського «проводу» ОУН. Подальший розвиток операції затримала хвороба спочатку «провідника» Михайла Захаржевського, а пізніше Ніни Калуженко. Операція була відновлена навесні.
У травні 1945 Людмила згадувала:
| «При від'їзді з Києва я дізналася, що мене очікує, і, незважаючи на інстинктивне, таке звичне для кожної живої істоти бажання вижити, я раділа, бо, можливо, у ближчому майбутньому цьому всьому прийде кінець». |
Можливо, саме ця приреченість штовхнула Фою на рішучі дії. Потрапивши разом із Ніною Калуженко до відділу УПА, вона відразу зізналася, що її завербовано НКВС, розповіла про своє завдання — встановлення зв'язку із псевдопідпіллям задля проникнення агентури в середовище визвольного руху та його ліквідації.
Фої пощастило в тому, що її справу вів особисто керівник СБ на Волині Микола Козак, якого вона знала ще з часів перебування в Києві, і який повірив їй. Він вирішив використати цю ситуацію для удару у відповідь російській спецслужбі за допомогою агентки «Апрєльскої».

## Подвійна агентка
У липні 1945 Людмила Фоя, уже як подвійна агентка, повернулася до Києва зі звітом. Інформацію приймав заступник Народного комісара внутрішніх справ УРСР В. Дроздов. Відсутність Калуженко, яка була ліквідована Службою Безпеки ОУН, Фоя пояснила тим, що її колега-агентка нібито пішла на зв'язок із Проводом ОУН. Після тривалих перевірок їй вдалося переконати окупантів у своїй щирості і отримати нове завдання — супроводити «керівника київського підпілля» Михайла Захаржевського на Волинь, аби ввести його у підпілля. У випадку успіху їй обіцяли продовження навчання в будь-якому інституті, в разі невдачі — натякнули на вразливість її родини, що проживала під Києвом.
5 серпня 1945 агентки «Апрєльская» (Людмила Фоя) та «Таран» (Михайло Захаржевський) виїхали до Луцька і через кілька днів вийшли на зв'язок із підпіллям ОУН. Захаржевський відразу був заарештований СБ, а Фоя отримала завдання повернутися до Києва для продовження подвійної гри. Її знову ретельно перевірили в НКВС і нічого не запідозрили.
В черговій поїздці на Волинь Фою супроводжувала агентка Катерина Міньковська, яка працювала на НКВС ще з 1927 року, а після війни брала участь у створенні легендованих структур ОУН (б) на Конотопщині. Завдяки Фої вона потрапила до рук СБ ОУН і після допиту була страчена.
Микола Козак вирішив більше не ризикувати і не продовжувати гру з НКВС. А енкаведисти тільки в квітні 1946 року із зізнань заарештованих повстанців дізналися, що Фоя продовжує активну боротьбу у лавах підпілля.
6 серпня 1946 Людмила Фоя оголошена у «всесоюзний» розшук МДБ та МВС, який взяв під особистий контроль міністр держбезпеки УССР генерал-лейтенант Савченко.

## Повернення до підпільної роботи
А Людмила Фоя поринула у підпільну роботу, під псевдонімом «Перелесник» працювала у структурах пропаганди, зокрема як літературна редакторка журналу «Молодий революціонер», видавала ряд художніх новел про визвольну боротьбу.
Масштаби повстанської пропаганди вражали: за підрахунками дослідників, протягом 1948—1952 років підпільними друкарнями на Волині видано майже 350 тисяч примірників листівок та брошур. Тому на придушення підпілля російська влада кидає дедалі більші сили.

## Загибель
19 липня 1950 пошукова група 446-го стрілецького полку внутрішніх військ МДБ СССР, прочісуючи Невірківські ліси у Межирічському районі на Рівненщині, виявила групу повстанців. Зав'язався бій — останній для Людмили Фої.
В офіційному звіті, написаному московитами відразу після його завершення, говориться: 
| «Під час операції 19 липня 1950 року одна з чекістсько-військових груп під керівництвом уповноваженого МДБ майора Друзенка та командира роти лейтенанта Кузьміна у гущавині Неверківського лісу зіткнулася з трьома „бандитами“, у тому числі однією жінкою. Бандити, побачивши військову групу, відкрили по ній сильний вогонь, котрим одразу було вбито рядового Бахтіярова та поранено в ногу рядового Сініцина. Вогнем чекістсько-військової групи у відповідь було вбито двох „бандитів“, у тому числі одну жінку, третьому вдалося втекти, пошуки позитивного результату не принесли. Серед вбитих була впізнаною — колишній агент МДБ УССР „Апрєльская“, Фоя Людмила, за оунівським псевдонімом „Оксана“, літературний псевдонім „М. Перелесник“». |
Надзвичайно емоційно атмосферу цього бою відтворив у спогадах учасник антиповстанської боротьби Георгій Санніков:
| «Чекісти добре бачили у бінокль, як поміж зарослими кущами та ялинками скелястими пагорбами раз по раз виникали дві фігури у комбінезонах захисного кольору. Згодом одного з них поранили. Деякий час було видно маленьку фігурку, що намагалася тягнути за собою пораненого супутника. Потім фігурка вже сама промайнула поміж ялинок, рідко відповідаючи на вогонь чекістів. Опергрупа продовжила переслідування й вела вогонь по ймовірних місцях руху оунівця. Він був поранений, про що свідчили сліди крові на траві та залишки індивідуального пакету. Нарешті, попереду щось промайнуло у густих хащах. Чекісти приглянулися та побачили лежачого, котрий робив незрозумілі рухи руками, в яких не було зброї. Кільце солдат повільно стискалося навколо кущів. Пролунав ледве чутний та приглушений відстанню звук, і оточуючі кинулися на землю. Спрацював гранатний запал. Після цього прогримів вибух та розкидав кущі, траву та шматки білого паперу. На одного з солдатів впав згусток людської крові. Граната розірвалася у руках лежачої людини. Вона зірвала себе гранатою, приклавши її до голови. Обличчя, частина голови та кисть лівої руки у людини були відсутні. Потужний вибух понівечив людину до невпізнання і розкидав довкола шматки знищених документів, що так і залишилися таємницею. Коли чекісти, намагаючись не заплямуватися кров'ю, обережно розстібнули ґудзики комбінезона і намагалися оголити верхню частину тіла, руки їх наштовхнулися на ще теплі жіночі груди… Їх [чекістів] обличчя передавали здивування, сором та розгубленість: декілька дебелих чоловіків так довго не могли наздогнати цю невеликого зросту, тендітну молоду жінку»… |

## Літературна творчість
Впродовж 1948—1950 років Людмила Фоя написала ряд прозових творів, що видавалися окремими книжками у підпільних повстанських друкарнях. Усі твори видані під псевдонімом «М. Перелесник». Книжка «Його спадкоємці», що включала 9 новел, вийшла 1949 року, «Криваві рожі» 1950 року, інші книжки — «Повстанча торба» та «Вірка» вийшли вже після загибелі Фої 1951 року. Загалом перу письменниці належить 9 новел та 6 оповідань, а також, можливо, вона є авторкою оповідання «Репортаж про поїздку у Східну Україну».
Примірники цих книжок зберігалися у архівах СБУ, тому ці твори не були відомі широкому загалу.
6 творів Людмили Фої — «Шкільні товариші», «Кривава рожа», «Тетяна», «Вірка», «Повстанча торба» та «Серед гамору міста» виявив у архівах СБУ та опублікував у книзі «Квітка у червоному пеклі: життєвий шлях Людмили Фої» дослідник Володимир Іванченко.

## Вшанування
2016 р. обговорювалася пропозиція про перейменування на честь Людмили Фої однієї з вулиць Києва, але намір не було реалізовано.